# Belmont (Virgínia Ocidental)
Belmont é uma cidade localizada no estado norte-americano de Virgínia Ocidental, no Condado de Pleasants.

## Demografia
Segundo o censo norte-americano de 2000, a sua população era de 1036 habitantes. 
Em 2006, foi estimada uma população de 994, um decréscimo de 42 (-4.1%).

## Geografia
De acordo com o United States Census Bureau tem uma área de 
1,1 km², dos quais 1,1 km² cobertos por terra e 0,0 km² cobertos por água.

## Localidades na vizinhança
O diagrama seguinte representa as localidades num raio de 24 km ao redor de Belmont. 